# 大熊座VY
大熊座VY，又名BD+68 617，HD 92839、SAO 15274、HR 4195，是大熊座的一颗恒星，视星等为6，位于銀經139.59，銀緯45.41，其B1900.0坐标为赤經10h 38m 7.4s，赤緯+67° 45.41′ 9″。